# Igreja do Compromisso Marítimo de Lagos
A Igreja do Compromisso Marítimo de Lagos, originalmente denominada de Capela do Espírito Santo, é um edifício religioso que foi adaptado a outras utilizações, situado na cidade de Lagos, em Portugal. Foi construída originalmente no Século XV.

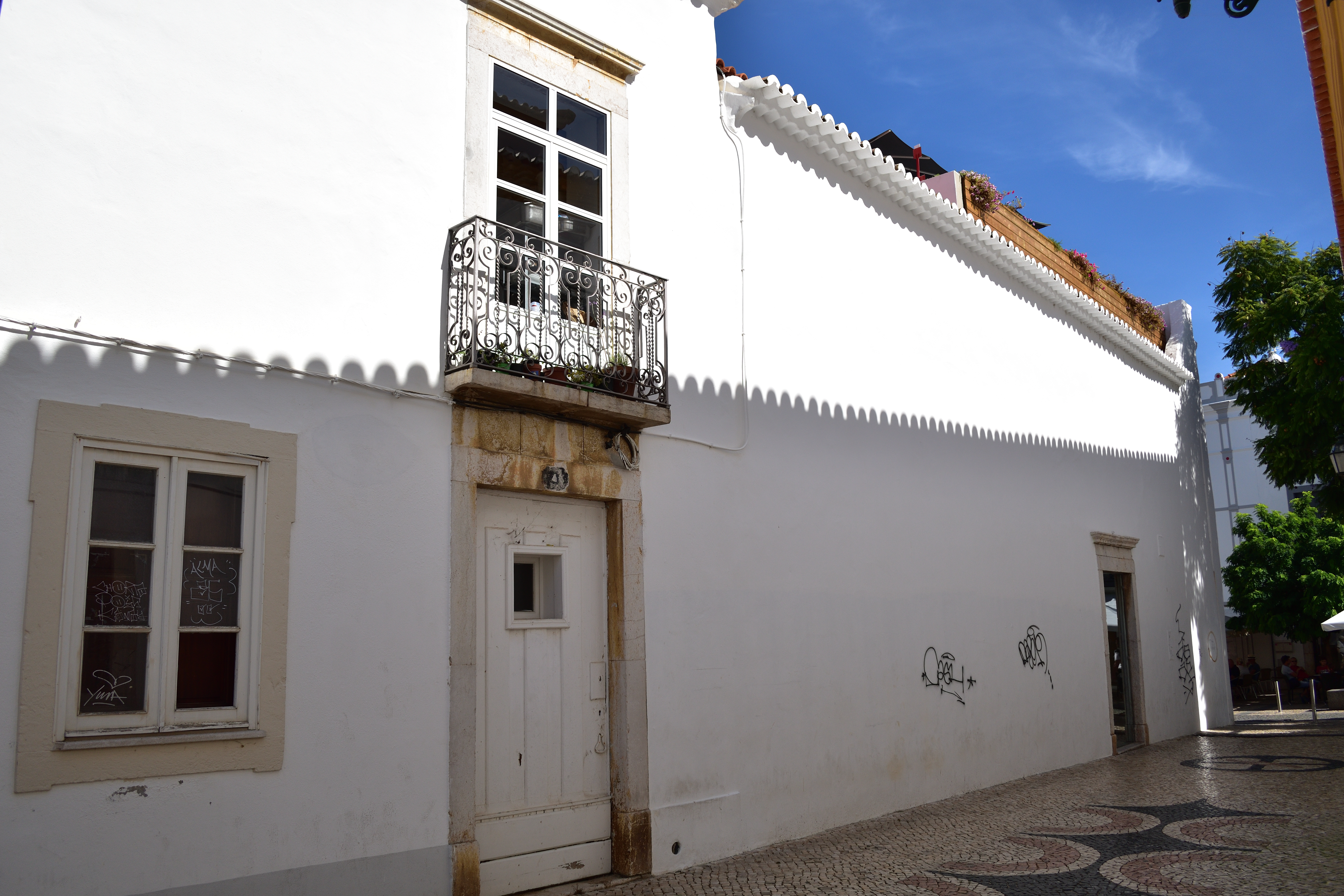
Fachada Sul da antiga igreja, ao longo da Rua Lançarote de Freitas.

## Descrição
O edifício está situado na Rua Silva Lopes, num espaço denominado originalmente de Largo do Espírito Santo.
Um dos principais elementos da igreja era um pórtico de entrada com dois medalhões esculpidos, que foi um dos primeiros exemplos da arquitectura renascentista no Algarve.

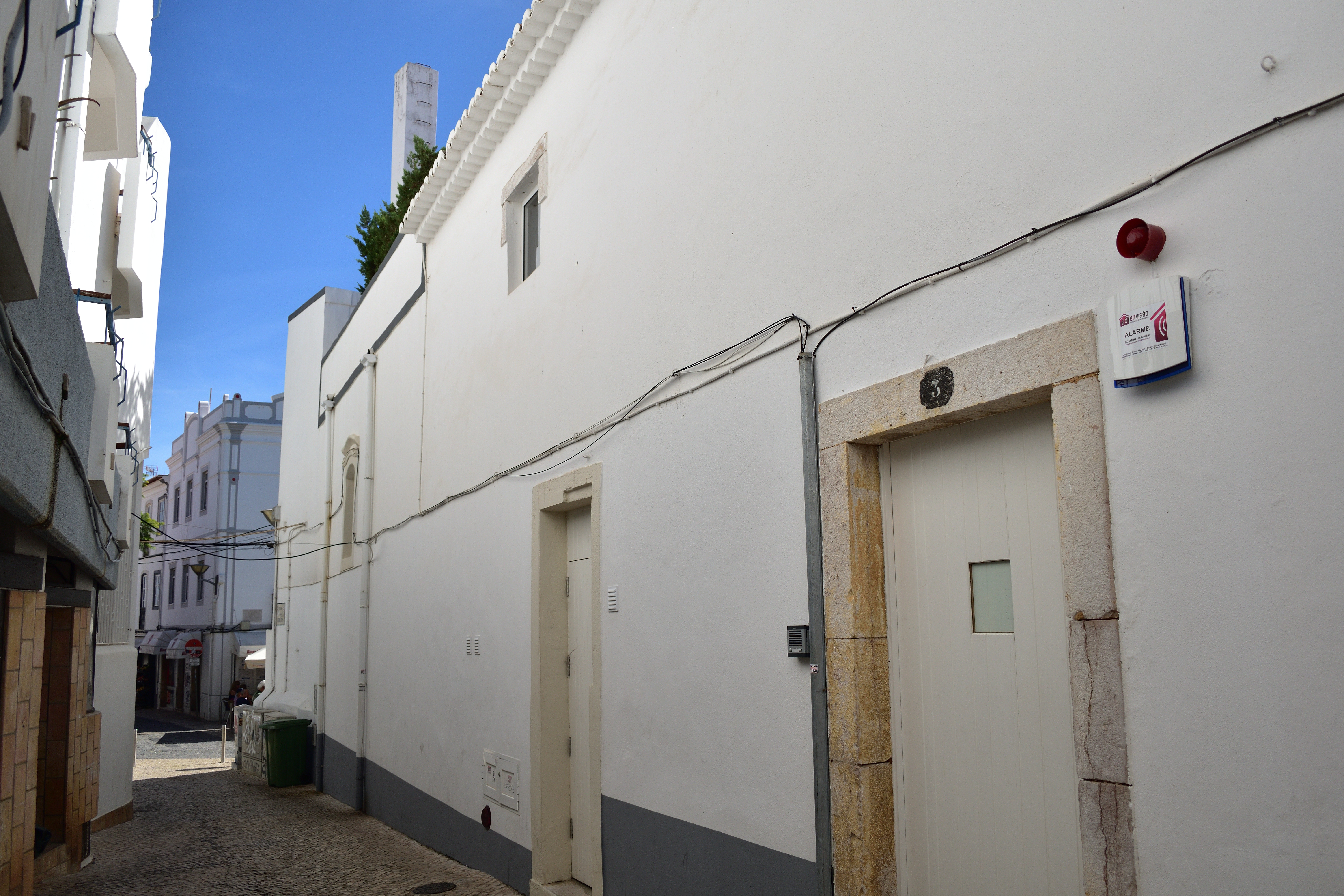
Fachada Norte da antiga igreja, dando para a Rua das Cruzes.

## História
A igreja foi construída no século XV. Segundo o historiador Manuel João Paulo Rocha, o Compromisso Marítimo de Lagos tinha sido formado no reinado de D. Manuel, sendo originalmente denominado de Irmandade do Corpo Santo de Pescadores e Marítimos de Lagos. Com efeito, existe uma carta de confirmação datada de 1497, onde o monarca determinou oito privilégios, comprovando desta forma o seu interesse por este grupo de profissionais ligados ao mar. Foi um dos três compromissos na região do Algarve, sendo os outros dois em Ferragudo e Olhão. Em 15 de Janeiro de 1749 o rei D. João V reformou o compromisso, que ganhou uma organização semelhante às irmandades do Corpo Santo em Faro e Portimão, passando a denominar-se de Irmandade do Corpo Santo dos Mareantes e Pescadores da Cidade de Lagos. Em 12 de Dezembro de 1756, a capela foi entregue pela Câmara Municipal de Lagos à Irmandade do Senhor Jesus das Candeias, na Freguesia de Santa Maria. Desta forma, aquela irmandade poderia colocar a imagem do seu orago na capela, retratando o Menino Jesus e o Senhor Jesus, uma vez que a sua igreja tinha sido totalmente destruída durante o sismo de 1755. A irmandade comprometia-se igualmente a fazer obras de reconstrução na capela, que tinha sido destruída pelo sismo.
Nos finais do século XIX a Irmandade do Corpo Santo deu lugar ao Real Compromisso Marítimo de Lagos, que foi criado por um alvará de 19 de Julho de 1894. Esta alteração teve origem no crescente anticlericarismo estatal, uma vez que em 1834 tinham sido encerradas as ordens religiosas, perdendo assim tanto o título de irmandade como o nome do seu patrono.
Ao longo da sua existência, o compromisso tinha utilizado a capela como lugar de culto, tendo-a mantido em bom estado de conservação. Em Maio de 1910, quando o bispo veio fazer uma visita pastoral, verificou-se que o telhado do edifício encontrava-se em mau estado, mas a obra era demasiado dispendiosa para a comissão dos festejos, pelo que o prelado sugeriu que fosse criada uma comissão para angariar o dinheiro necessário. Porém, pouco tempo após a Revolução de 5 de Outubro de 1910, o governo começou a inventariar a capela e o seu conteúdo, no sentido de a nacionalizar, no âmbito da Lei da Separação do Estado das Igrejas. O Compromisso Marítimo manifestou-se contra esta medida, alegando que o edifício pertencia àquela associação há cerca de dois séculos, tendo conseguido manter a posse da capela e do seu recheio. Alguns anos depois, o Compromisso manifestou a intenção de modificar a fachada frontal do edifício, medida que foi inicialmente contestada pelas autoridades, atrasando o início das obras. Foi colocado um tapume de madeira a tapar o retábulo, e o edifício foi arrendado como um depósito para vinhos, e instalada uma taberna na capela em si. Apesar destas alterações, ainda se mantiveram as sepulturas no interior da capela, tapadas por lápides de pedra no pavimento, algumas delas com as inscrições já muito danificadas. A autarquia de Lagos considerou vergonhosa a utilização do antigo tempo como uma taberna, pelo que iniciou, em Fevereiro de 1914, o processo para reaver a posse da capela, tendo enviado várias missivas ao governo nesse sentido entre 1914 e 1930. Em 1929, a talha dourada renascentista foi vendida à Irmandade do Carmo.
Na década de 1930 o Compromisso Marítimo fundiu-se com o Monte Pio Artístico Lacobrigense, processo que foi autorizado por uma portaria de 29 de Janeiro de 1932, formando o Compromisso Marítimo Artístico de Lagos. Pouco tempo depois esta instituição foi reconvertida na Associação de Socorros Mútuos «A Lacobrigense», cujos estatutos foram aprovados por um alvará de 4 de Dezembro de 1939. Esta mudança teve origem principalmente em motivos legais, uma vez que já há muito tempo que a maior parte dos compromissos tinham sido extintos, e estavam a ser integrados nas Casas dos Pescadores. Este processo contou com o apoio pessoal do então presidente do conselho, António de Oliveira Salazar. Na sequência da reconversão numa associação de socorros mútuos, tendo os novos estatutos impedido que fossem gastas verbas na manutenção do edifício. As obras passaram a ser custeadas pelos devotos de Nossa Senhora da Piedade, cuja comissão dos festejos era liderada pelo presidente da direcção do Compromisso Marítimo, pelo que desta forma o Compromisso continuou a ser responsável pela capela. Posteriormente, o edifício albergou a sede e o quartel dos Bombeiros Voluntários, durante cerca de meio século. Entretanto, em 1935 o portal da igreja foi mudado para o Museu municipal, de forma a evitar que fosse danificado. Na década de 2010, foi transformado num espaço comercial, o Mar d’Estórias.

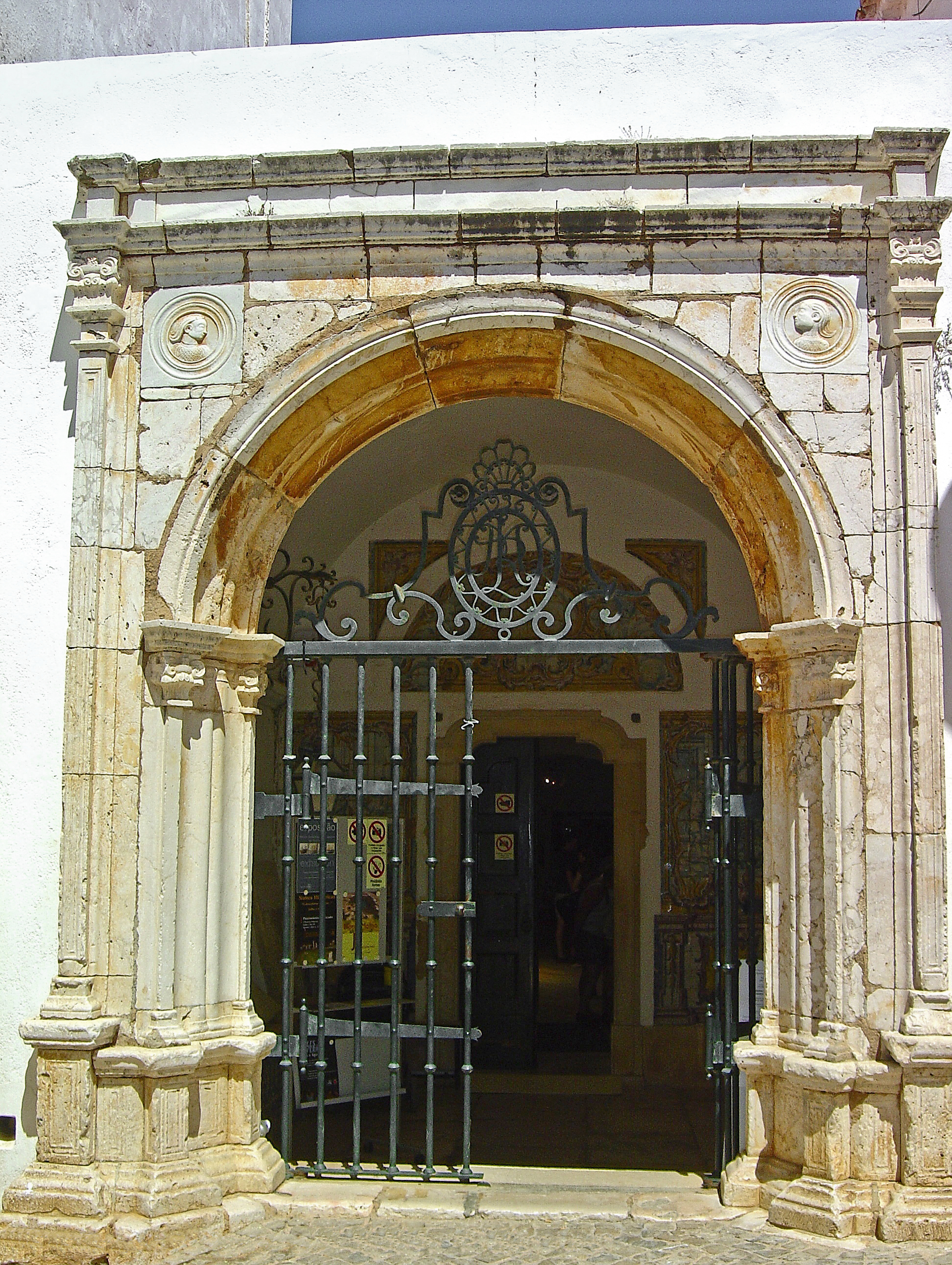
Entrada do Museu em 2007, com o portal da Igreja do Compromisso Marítimo. Este elemento foi transferido para o interior do museu durante as obras de remodelação, entre 2020 e 2021.